# Přežít (film)
Přežít je americký film režiséra Franka Marshalla z roku 1993. Film vypráví skutečný příběh uruguayského ragbyového týmu a posádky letu Fuerza Aérea Uruguaya 571, jejichž letadlo při přeletu chilských And po chybě pilotů zavadilo ocasem o hřeben nejvyšší z přelétaných hor a ztroskotalo v mrazivé horské pustině. Cestující, z nichž mnohým bylo v době této události kolem 25 let, museli čelit nejdříve šoku ze samotné katastrofy, poté se museli vyrovnat se ztrátou svých blízkých, a nakonec fyzicky i psychicky připravit na přebývání ve vraku letadla, které trvalo mnoho desítek dní.